# Lepanthes martineae
Lepanthes martineae là một loài thực vật có hoa trong họ Lan. Loài này được Luer & Cloes mô tả khoa học đầu tiên năm 2002.